# 황산 암모늄
황산 암모늄(黃酸-, ammonium sulfate)은 화학식 (NH4)2SO4을 지닌 흰 결정의 하나이다. 물에 잘 녹으며 일반적으로 토양 비료로 사용된다. 암모늄 이온 21%로서 질소, 황산염 이온 24%를 포함한다.

## 준비
수소와 질소를 결합하여 만든 암모니아를 황산에 흡수시켜서 만든다.
2 NH3 + H2SO4 → (NH4)2SO4
암모니아수와 황산을 반응시켜 만든다
2 NH4OH + H2SO4 → (NH4)2SO4 + 2H2O

## 같이 보기
- 염화 암모늄
- 인산 암모늄

## 참고 문헌
- Properties: UNIDO and International Fertilizer Development Center (1998), Fertilizer Manual, Kluwer Academic Publishers, ISBN 0-7923-5032-4.